# Vlierzele
Vlierzele är en ort i Belgien.   Den ligger i provinsen Östflandern och regionen Flandern, i den centrala delen av landet, 30 km väster om huvudstaden Bryssel. Vlierzele ligger 48 meter över havet och antalet invånare är 1 898.
Terrängen runt Vlierzele är platt. Runt Vlierzele är det tätbefolkat, med 427 invånare per kvadratkilometer.. Närmaste större samhälle är Gent, 18,2 km nordväst om Vlierzele. 
Omgivningarna runt Vlierzele är en mosaik av jordbruksmark och naturlig växtlighet.